# Représentation d'un groupe de Lie
Au croisement de la géométrie différentielle et de la théorie des représentations, la représentation des groupes de Lie est une approche de l'étude des groupes de Lie par représentation comme groupe d'automorphismes linéaires d'un espace vectoriel (voire comme groupe classique).
Pour un groupe de Lie réel donné G, une représentation réelle ou complexe de G est la donnée d'un espace vectoriel réel ou complexe V et d'un morphisme de groupes de Lie de G dans GL(V), le groupe des automorphismes linéaires de V.

## Nature des représentations
- Représentation irréductible
- Représentation totalement réductible

## Classification des représentations
La classification des représentations d'un groupe de Lie passe par l'étude des représentations de son algèbre de Lie.